# Xã Raney, Quận LaMoure, Bắc Dakota
Xã Raney (tiếng Anh: Raney Township) là một xã thuộc quận LaMoure, tiểu bang Bắc Dakota, Hoa Kỳ. Năm 2010, dân số của xã này là 24 người.